# Der große Buck Howard
Der große Buck Howard (Originaltitel The Great Buck Howard) ist eine US-amerikanische Filmkomödie aus dem Jahr 2008 von Sean McGinly (Drehbuch und Regie) mit Colin Hanks und John Malkovich in den Hauptrollen.

## Handlung
Troy Gable hat auf Wunsch seines Vaters vor zwei Jahren begonnen, Jura zu studieren. Jetzt wird ihm endlich klar, dass er damit unzufrieden ist. Er bricht das Studium ab; seinem Vater sagt er zunächst nichts von seinem Entschluss. Insgeheim hofft er, Schriftsteller zu werden. Er muss jedoch sehr schnell erkennen, dass er davon nicht leben kann und einen Job braucht, um seinen Lebensunterhalt zu bestreiten. Dabei wird er auf die Anzeige des Zauberkünstlers Buck Howard aufmerksam, der einen Tourneemanager sucht. Troy bekommt den Job.
Troy begleitet Buck Howard auf dessen Tournee durch Kleinstädte im ganzen Land. Im großen Finale seiner Show bittet Buck Howard das Publikum jedes Mal, einen Umschlag mit seiner Abendgage irgendwo im Saal zu verstecken, während er sich mit seinem Team in der Garderobe aufhält. Wenn er das Geld anschließend nicht finden sollte, verzichte er auf die Gage für diesen Abend.
In der Vergangenheit ist Buck Howard mehrfach in der Tonight Show und anderen Fernsehshows aufgetreten. Inzwischen bekommt er nur noch sehr selten Fernsehauftritte. Um wieder mehr ins Rampenlicht zu kommen, plant er, in Cincinnati einen einmaligen neuen Trick vorzuführen. Die Publizistin Valerie Brennan organisiert die Presse und Bucks Medienauftritte im Vorfeld des großen Events. Obwohl Valerie einen Freund hat, kommen sich Troy und Valerie näher und verbringen die Nacht miteinander.
Für seinen großen Auftritt plant Buck Howard, 300 Leute gleichzeitig in Hypnose zu versetzen. Obwohl sein Trick hervorragend funktioniert, verlässt die anwesende Presse wegen eines Verkehrsunfalls von Jerry Springer das Event. Sein Erfolg wird dadurch von keiner einzigen Kamera dokumentiert. Nach der Show bricht Buck plötzlich zusammen und muss wiederbelebt werden. Der Zusammenbruch bringt Howard unerwartet dann doch die mediale Aufmerksamkeit, auf die er mit seinem großen Trick gehofft hat. In der folgenden Zeit wird er in eine ganze Reihe von Fernsehshows eingeladen. Der geplante Auftritt in der Tonight Show kann jedoch kurzfristig nicht stattfinden, da die Zeit für die Livesendung abgelaufen ist.
In der Folge erhält Buck Howard eine regelmäßige Show in Las Vegas. Als abschließenden Trick sucht er immer noch nach der Abendgage. Eines Abends kann Buck jedoch das vom Publikum versteckte Geld im Saal nicht finden. Troy beendet daraufhin seine Tätigkeit für Buck, geht nach Los Angeles und will endlich Schriftsteller werden. Mit Hilfe von Valerie erhält er einen Job als Autor für die Fernsehsendung von Jonathan Finerman.
Buck Howard beendet seine regelmäßige Show in Las Vegas und geht wieder auf Tournee durch die Kleinstädte. Troy besucht ihn bei einem Auftritt und sieht sich die Show zum ersten Mal als Zuschauer an. Buck findet zum Schluss seiner Show immer noch das Geld und es bleibt bis zum Ende unklar, wie der Trick funktioniert.

## Kritiken
Justin Chang lobte in der Zeitschrift Variety vom 22. Januar 2008 die Leistung von John Malkovich, der „amüsant“ die Diva-Allüren des verkörperten Charakters darstelle. Problematisch sei jedoch das zu altbekannt wirkende Konzept eines Films, der die Beziehung zweier Menschen ins Zentrum stelle. Die Sentimentalität nehme gegenüber der Satire Oberhand. Der Film könne dennoch mit breitem Publikum aus verschiedenen Generationen rechnen.
Von den bei Rotten Tomatoes gesammelten Filmkritiken fallen 72 % positiv aus (Stand Januar 2013).

## Hintergründe
Die Figur des Buck Howard entspricht in weiten Teilen dem real existierenden Mentalisten The Amazing Kreskin. Der Drehbuchautor und Regisseur Sean McGinly war einige Zeit dessen Roadmanager und benutzte Kreskins Geschichte als Vorlage für seine Hauptfigur.
Die Schauspieler Gary Coleman, Michael Winslow und Jack Carter haben jeweils kurze Auftritte, in denen sie sich selbst spielen. Weitere Gastauftritte haben George Takei, David Blaine und diverse Fernsehmoderatoren wie z. B. Conan O’Brien, Jay Leno und Jon Stewart.
Der Film wurde in Las Vegas, in Los Angeles und in New York City gedreht. Seine Premiere fand am 18. Januar 2008 auf dem Sundance Film Festival statt. Anschließend lief der Film auf weiteren Filmfestivals und ab dem 20. März 2009 in wenigen amerikanischen Kinos. In Deutschland lief der Film nicht im Kino. An den Kinokassen spielte der Film weltweit lediglich 0,9 Mio. US-Dollar ein.